# Brêmes
Brémes là một xã của tỉnh Pas-de-Calais, thuộc vùng Hauts-de-France, miền bắc nước Pháp.

## Dân số
| 1962                                                                | 1968 | 1975 | 1982 | 1990 | 1999 |
| ------------------------------------------------------------------- | ---- | ---- | ---- | ---- | ---- |
| 771                                                                 | 855  | 873  | 1067 | 1264 | 1315 |
| Census count starting from 1962: Population without double counting |      |      |      |      |      |